# Varese Football Club 1999-2000
Questa voce raccoglie le informazioni riguardanti il Varese Football Club nelle competizioni ufficiali della stagione 1999-2000.

## Stagione
Nella stagione 1999-2000 il Varese disputa il girone A del campionato di Serie C1, raccoglie 53 punti che valgono il quarto posto finale. La compagine varesina allenata da Mario Beretta ottiene 24 punti nel girone di andata e 29 nel girone di ritorno. Nei PLay-off nella semifinale incrocia il Cittadella, i biancorossi vincono (1-0) all'Ossola, ma perdono (2-0) in veneto. Sale diretto in Serie B il Siena, mentre i Play-off li vince il Cittadella. Nella Coppa Italia di Serie C il Varese disputa e vince con quattro vittorie il girone A di qualificazione, poi nei sedicesimi di finale viene eliminato dall'AlbinoLeffe.

## Organigramma societario
Area Direttiva
- Presidente: ing. Paolo Binda
- Direttore generale: Stefano Capozucca
- Team manager: Gianluigi Maroni
- Segretario: Sandro Zaio

Area tecnica
- Allenatore: Mario Beretta
- Vice allenatore: Paolo Pacciarotti
- Massaggiatore: Daniele Bollati
- Medico sociale: dott. Marco Kogoj

## Rosa
| N. |                   | Ruolo | Calciatore          |
| -- | ----------------- | ----- | ------------------- |
|    | Italia (bandiera) | P     | Maurizio Brancaccio |
|    | Italia (bandiera) | D     | Federico Balzaretti |
|    | Italia (bandiera) | D     | Christian Terni     |
|    | Italia (bandiera) | D     | Edoardo Gorini      |
|    | Italia (bandiera) | D     | Davide Mandelli     |
|    | Italia (bandiera) | D     | Antonio Modica      |
|    | Italia (bandiera) | C     | Roberto Bonazzi     |
|    | Italia (bandiera) | C     | Fabio Famulari      |
|    | Italia (bandiera) | C     | Luis Fernando Centi |
|    | Italia (bandiera) | C     | Mavillo Gheller     |
|    | Italia (bandiera) | C     | Manuel Iori         |

| N. |                   | Ruolo | Calciatore           |
| -- | ----------------- | ----- | -------------------- |
|    | Italia (bandiera) | C     | Alessandro Ferronato |
|    | Italia (bandiera) | C     | Antonio Foschini     |
|    | Italia (bandiera) | C     | Davide Saverino      |
|    | Italia (bandiera) | C     | Alvise Zago          |
|    | Italia (bandiera) | A     | Dalmasso Aimè        |
|    | Italia (bandiera) | A     | Alessandro Andreini  |
|    | Italia (bandiera) | A     | Marco Cavicchia      |
|    | Italia (bandiera) | A     | Alessandro Comi      |
|    | Italia (bandiera) | A     | Carmine Magliaro     |
|    | Italia (bandiera) | A     | Sergio Pellissier    |
|    | Italia (bandiera) | A     | Massimo Maccarone    |

## Calciomercato

### Sessione estiva(dall'1/7 al 31/8)
| Acquisti | Acquisti            | Acquisti   | Acquisti |
| R.       | Nome                | da         | Modalità |
| -------- | ------------------- | ---------- | -------- |
| D        | Federico Balzaretti | Torino     |          |
| D        | Davide Mandelli     | Biellese   |          |
| C        | Luis Fernando Centi | Pro Patria |          |
| C        | Manuel Iori         | Milan      |          |
| A        | Massimo Maccarone   | Milan      |          |

| Cessioni | Cessioni         | Cessioni | Cessioni |
| R.       | Nome             | a        | Modalità |
| -------- | ---------------- | -------- | -------- |
| C        | Riccardo Corallo | Reggiana |          |
| A        | Fabio Bazzani    | Arezzo   |          |

### Sessione invernale(dal 4/1 al 31/1)
| Cessioni | Cessioni          | Cessioni | Cessioni |
| R.       | Nome              | a        | Modalità |
| -------- | ----------------- | -------- | -------- |
| A        | Massimo Maccarone | Milan    |          |

## Risultati

### Serie C1

#### Girone di andata
| Arbitro: | Esposito (Trapani) |

|            |           |               |
| Gorini 62’ | Marcatori | 25’ Chiaretti |

| Arbitro: | Vincenzo Ferone (Terni) |

|                |           |          |
| Affatigato 26’ | Marcatori | 76’ Zago |

| Arbitro: | Cavallaro (Legnago) |

|              |           |                          |
| Saverino 59’ | Marcatori | 17’ Ghizzani 44’ Argilli |

| Arbitro: | Cuttica (Alessandria) |

|              |           |              |
| M. Longo 13’ | Marcatori | 29’ Saverino |

| Varese 3 ottobre 1999 5ª giornata | Varese          | 0 – 0 | Cremonese | Stadio Franco Ossola\| Arbitro: \| Maselli (Lucca) \| |
| Arbitro:                          | Maselli (Lucca) |       |           |                                                       |

| Arbitro: | M. Mazzoleni (Bergamo) |

|                     |           |             |
| Facchini 45’ (rig.) | Marcatori | 7’ Andreini |

| Arbitro: | Palmieri (Cosenza) |

|                     |           |              |
| Masolini 34’ (rig.) | Marcatori | 61’ Saverino |

| Arbitro: | Ambrosino (Torre del Greco) |

|              |           |          |
| Saverino 45’ | Marcatori | 82’ Favi |

| Arbitro: | Cannella (Palermo) |

|  |           |             |
|  | Marcatori | 90+2’ Centi |

| Arbitro: | Cruciani (Pesaro) |

|             |           |               |
| A. Comi 87’ | Marcatori | 42’ Mazzoleni |

| Arbitro: | Ardito (Bari) |

|           |           |                |
| Nardi 26’ | Marcatori | 67’ Pellissier |

| Arbitro: | Brighi (Cesena) |

|                               |           |                      |
| Bifini 21’ (aut.) A. Comi 65’ | Marcatori | 60’ (rig.) Del Prato |

| Arbitro: | Dattilo (Locri) |

|                                       |           |             |
| Pellissier 52’ Cavicchia 90+4’ (rig.) | Marcatori | 69’ Venturi |

| Arbitro: | Maselli (Lucca) |

|                                  |           |                                 |
| Orfei 3’ Ariatti 11’ Corallo 66’ | Marcatori | 39’ A. Comi 52’ (rig.) Saverino |

| Arbitro: | Cirone (Palermo) |

|                                  |           |  |
| Ferronato 18’ Cinetti 49’ (aut.) | Marcatori |  |

| Arbitro: | Liberti (Genova) |

|  |           |                       |
|  | Marcatori | 40’, 57’ (rig.) Centi |

| Arbitro: | Lambertini (Bologna) |

|  |           |           |
|  | Marcatori | 78’ Deoma |

#### Girone di ritorno
| Arbitro: | P. Rossi (Forlì) |

|  |           |                               |
|  | Marcatori | 57’ Mandelli 64’ (rig.) Centi |

| Arbitro: | Niccolai (Livorno) |

|                                      |           |  |
| Andreini 4’ Gorini 31’ Cavicchia 68’ | Marcatori |  |

| Arbitro: | Ambrosino (Torre del Greco) |

|                        |           |  |
| Pagano 46’ Arcadio 66’ | Marcatori |  |

| Varese 30 gennaio 2000 21ª giornata | Varese                   | 0 – 0 | Lucchese | Stadio Franco Ossola\| Arbitro: \| Morganti (Ascoli Piceno) \| |
| Arbitro:                            | Morganti (Ascoli Piceno) |       |          |                                                                |

| Cremona 6 febbraio 2000 22ª giornata | Cremonese              | 0 – 0 | Varese | Stadio Giovanni Zini\| Arbitro: \| Evangelista (Avellino) \| |
| Arbitro:                             | Evangelista (Avellino) |       |        |                                                              |

| Arbitro: | Marino (Roma) |

|                       |           |              |
| Gheller 5’ Gorini 87’ | Marcatori | 83’ Facchini |

| Arbitro: | Ponzalli (Firenze) |

|                               |           |              |
| Saverino 30’ Centi 37’ (rig.) | Marcatori | 52’ F. Rossi |

| Livorno 5 marzo 2000 25ª giornata | Livorno           | 0 – 0 | Varese | Stadio Armando Picchi\| Arbitro: \| Belloli (Bergamo) \| |
| Arbitro:                          | Belloli (Bergamo) |       |        |                                                          |

| Arbitro: | Carrer (Conegliano) |

|                                     |           |              |
| Mandelli 20’ Centi 48’ Saverino 85’ | Marcatori | 82’ Cassetti |

| Arbitro: | N. Ayroldi (Molfetta) |

|                            |           |  |
| Mazzoleni 48’ Scarpa 90+3’ | Marcatori |  |

| Arbitro: | Rubino (Salerno) |

|                            |           |  |
| Pellissier 19’ A. Comi 86’ | Marcatori |  |

| Arbitro: | Ferraro |

|                 |           |                     |
| Maffioletti 28’ | Marcatori | 85’ (rig.) Saverino |

| Arbitro: | Palmieri (Cosenza) |

|                       |           |                |
| Soligo 8’ Logarzo 41’ | Marcatori | 47’ Pellissier |

| Varese 22 aprile 2000 31ª giornata | Varese                 | 0 – 0 | Reggiana | Stadio Franco Ossola\| Arbitro: \| M. Mazzoleni (Bergamo) \| |
| Arbitro:                           | M. Mazzoleni (Bergamo) |       |          |                                                              |

| Arbitro: | Ponzalli (Firenze) |

|  |           |                                                             |
|  | Marcatori | 10’, 43’ (rig.) Centi 45’ A. Comi 84’ Pellissier 90+3’ Zago |

| Arbitro: | Girardi (San Donà di Piave) |

|             |           |  |
| A. Comi 39’ | Marcatori |  |

| Arbitro: | Bergonzi (Genova) |

|             |           |  |
| Femiano 24’ | Marcatori |  |

#### Play-off
| Arbitro: | Cannella (Palermo) |

|                   |           |  |
| Simeoni 8’ (aut.) | Marcatori |  |

| Arbitro: | Dondarini (Finale Emilia) |

|                                        |           |  |
| Caverzan 32’ (rig.) Dalle Nogare 90+3’ | Marcatori |  |

### Coppa Italia Serie C

#### Girone A
| Arbitro: | Benedetti (Vicenza) |

|          |           |  |
| Zago 85’ | Marcatori |  |

| 25 agosto 1999 2ª giornata |  | – Turno di riposo Varese |  |  |

| Arbitro: | Zenere (Schio) |

|              |           |                           |
| Giulietti 4’ | Marcatori | 15’ Saverino 49’ Andreini |

| Arbitro: | Cuttica (Alessandria) |

|                             |           |  |
| Cavicchia 44’ Maccarone 61’ | Marcatori |  |

| Arbitro: | Marchesi (Bergamo) |

|  |           |                                                                                           |
|  | Marcatori | 9’ Balzaretti 56’ (rig.), 64’ Cavicchia 66’ Andreini 68’ Ferronato 71’ Terni 80’ Magliano |

#### Sedicesimi di finale
| Varese 13 ottobre 1999 Andata | Varese            | 0 – 0 | AlbinoLeffe | Stadio Franco Ossola\| Arbitro: \| Tonolini (Milano) \| |
| Arbitro:                      | Tonolini (Milano) |       |             |                                                         |

| Arbitro: | Valensin (Milano) |

|                                 |           |              |
| Di Sabato 44’ Pelati 54’ (rig.) | Marcatori | 2’ Cavicchia |

## Statistiche

### Statistiche di squadra
| Competizione | Punti | In casa | In casa | In casa | In casa | In casa | In casa | In trasferta | In trasferta | In trasferta | In trasferta | In trasferta | In trasferta | Totale | Totale | Totale | Totale | Totale | Totale | DR  |
| Competizione | Punti | G       | V       | N       | P       | Gf      | Gs      | G            | V            | N            | P            | Gf           | Gs           | G      | V      | N      | P      | Gf     | Gs     | DR  |
| ------------ | ----- | ------- | ------- | ------- | ------- | ------- | ------- | ------------ | ------------ | ------------ | ------------ | ------------ | ------------ | ------ | ------ | ------ | ------ | ------ | ------ | --- |
| Serie C1     | 53    | 17      | 8       | 6       | 2       | 21      | 10      | 17           | 5            | 8            | 5            | 21           | 17           | 34     | 13     | 14     | 7      | 42     | 27     | +15 |
| Play-off     |       | 1       | 1       | 0       | 0       | 1       | 0       | 1            | 0            | 0            | 1            | 0            | 2            | 2      | 1      | 0      | 1      | 1      | 2      | -1  |
| Coppa Italia |       | 3       | 2       | 1       | 0       | 3       | 0       | 3            | 2            | 0            | 1            | 8            | 3            | 6      | 4      | 1      | 1      | 11     | 3      | +8  |
| Totale       | -     | 21      | 11      | 7       | 2       | 25      | 10      | 21           | 7            | 8            | 7            | 29           | 22           | 42     | 18     | 15     | 9      | 54     | 32     | +22 |